# Wetland Park (Hongkong)

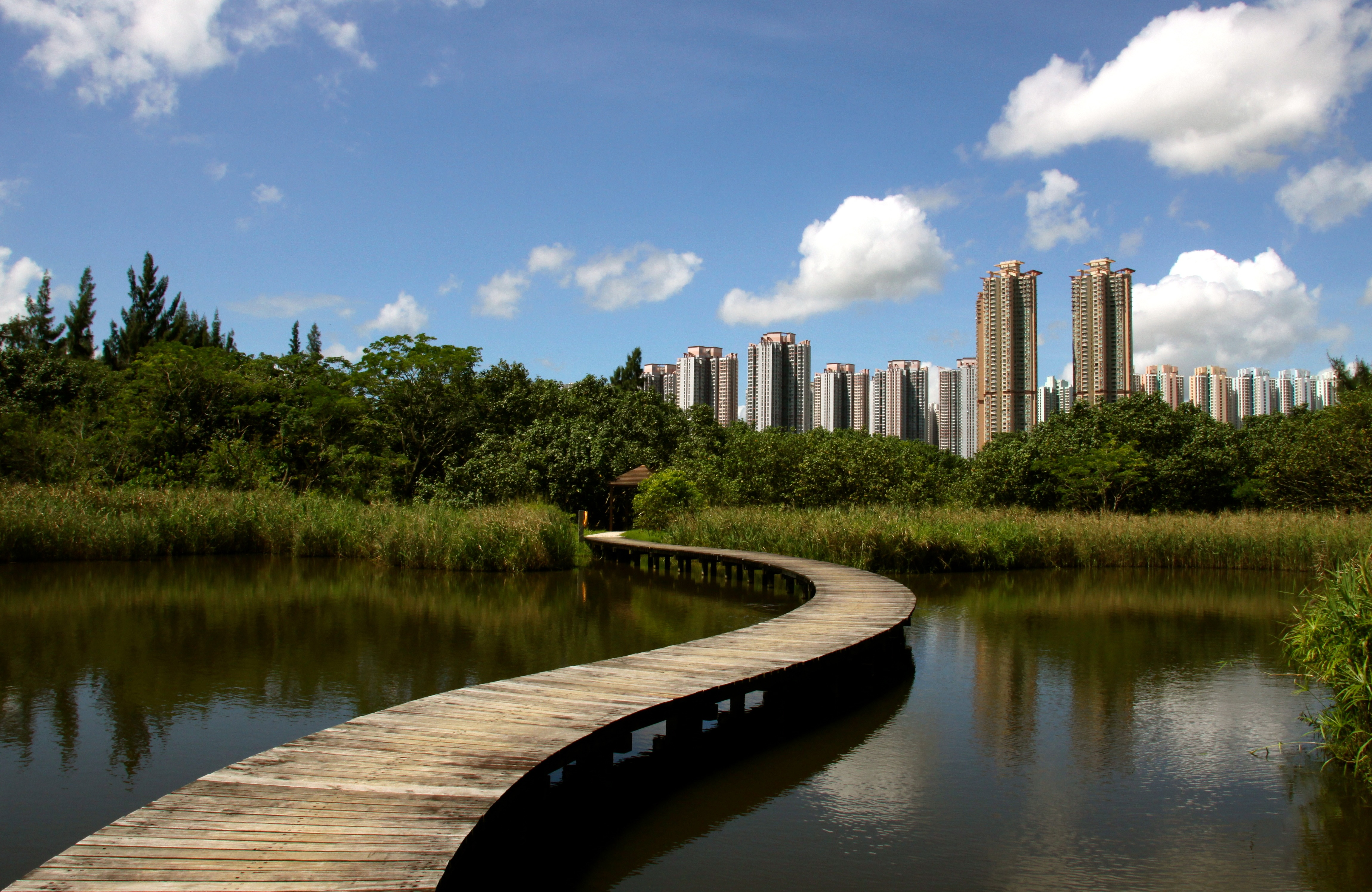

Wetland Park je hongkongské ochranné, vzdělávací a turistické zařízení, která se nachází v severní části Tin Shui Wai, v Yuen Long. Mělo být oblastí ekologické stability pro zachování mokřadů zastavěných v důsledku rozvoje části města Tin Shui Wai.
Park zahrnuje rozlohu plochy 10.000 metrů2, kde je umístěno návštěvnické centrum, interaktivní svět mokřadů a 60-ha rezervace. Jsou zde pořádány tematické výstavy obrazů, divadelní představení, je zde obchod se suvenýry a dětský koutek.

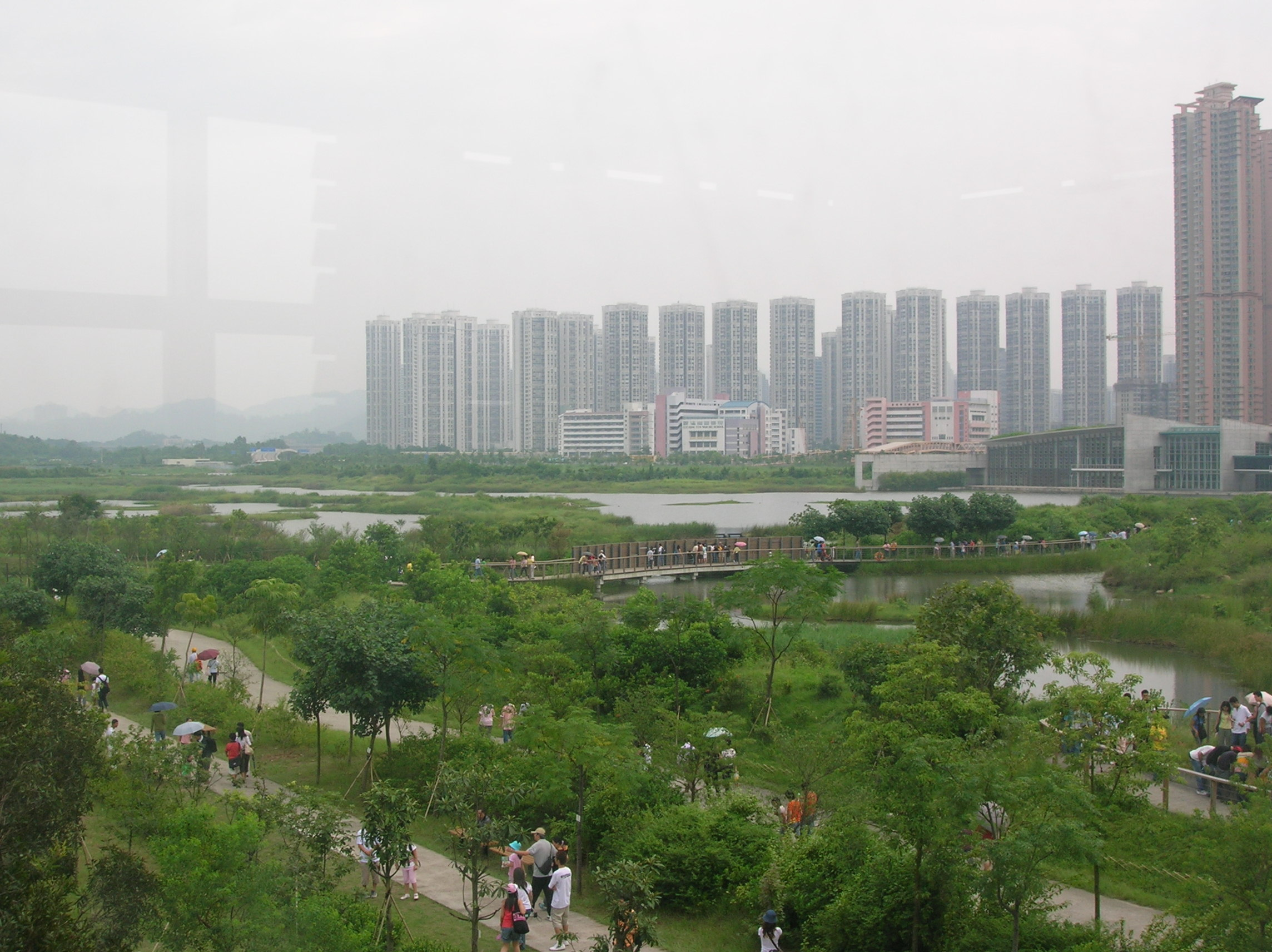

Tematické výstavní galerie zahrnují plochy o velikosti od 250 do 1.200 m2 a ukazují význam mokřadu pro biologickou rozmanitost, civilizaci a ochranu přírody. Návštěvníci se mohou dozvědět více o místní flóře a fauně v Hongkongu pomocí zvířat a modelů zobrazených v galerii, jako například o gaviálu sundském (Tomistoma schlegelii), o kančilovitých (Tragulidae) a karetě obrovská (Chelonia mydas).
Wetland Reserve se skládá z rekonstrukcí stanovišť vodního ptactva a dalších volně žijících živočichů. Mokřad Discovery Centre, který se nachází v tomto parku nabízí návštěvníkům zkušenosti z poznávání místních mokřadů na vlastní oči. Mezi další zařízení patří Stream Walk (Cesta pramene), Succession Walk (Cesta vývoje), Mangrove Boardwalk (Procházka mangrovy) a tři ptačí skrýše situované vedle rybníka, bažiny a řeky, které vedou návštěvníky k stanovištím volně žijících živočichů, jako je krab houslista, lezec a vzácný kolpík Platalea minor.

## Architektura

### Ocenění
Hongkongský Wetland Park získal různá místní i mezinárodní ocenění architektury a zahradního designu které udělují profesní organizace, včetně Hong Kong Institute of Architects, Institute of Landscape Architects z Velké Británie, a Urban Land Use Institute z USA. V roce 2013 byl park označen hlasováním široké veřejnosti jako jeden z deseti hongkongských divů inženýrství 21. století.